# Acantholimon ekimii
Acantholimon ekimii är en triftväxtart som beskrevs av Doan och Akaydn. Acantholimon ekimii ingår i släktet Acantholimon och familjen triftväxter. Inga underarter finns listade i Catalogue of Life.